# Tessalònica (tema)
El tema de Tessalònica (en grec medieval θέμα Θεσσαλονίκης) va ser un tema (una província civil i militar) de l'Imperi Romà d'Orient situada al sud dels Balcans. Estava format per algunes parts de la Macedònia central i occidental i situat al voltant de Tessalònica, la segona ciutat més gran de l'imperi i la capital del tema.

## Història
Al final de l'edat antiga, Tessalònica era la capital de la província romana de Macedònia i de la diòcesi de Macedònia. La ciutat també era la seu de la prefectura d'Il·líria. Quan es va perdre per l'Imperi la major part de la península balcànica arran de les invasions eslaves del segle vii, l'autoritat del prefecte (l'eparca o governador) es va limitar principalment a la ciutat i als seus voltants. L'eparca va continuar governant Tessalònica fins a principis del segle ix, quan va ser substituït per un estrateg al capdavant del nou tema de Tessalònica.
L'estrateg de Tessalònica es menciona per primera vegada l'any 836, però una carta de l'emperador Miquel el Tartamut a Lluís I el Pietós indica que el tema ja existia el 824. Warren Treadgold data la creació del tema al voltant de l'any 809, durant les campanyes de Nicèfor I contra els eslaus. Estima que el tema mantenia un exèrcit de 2.000 homes durant el segle ix. A l'est, el tema s'estenia fins al riu Estrímon. Al sud, vorejava el tema de l'Hèl·lade, al nord de Tessàlia. Les seves fronteres occidentals i septentrionals són desconegudes i depenien de les guerres de l'Imperi contra les tribus eslaves i després contra el Primer Imperi Búlgar.
Sota el regnat de Joan I Tsimiscés, la ciutat de Tessalònica tenia un dux que dirigia les tropes dels tagmata estacionats al tema, i durant un temps va coexistir amb l'estrateg abans d'assumir les seves funcions una mica més tard. Durant el segle xi, el Doukaton (Ducat) de Tessalònica va tenir una gran importància i el càrrec va ser ocupat amb freqüència per membres de la família imperial. Tot el tema va ser conquerit per l'Imperi Llatí després de la Quarta Croada el 1204 i va formar part del Regne de Tessalònica, que va desaparèixer el 1224, conquerit pel Despotat de l'Epir. A continuació, es va tornar a formar la província de Tessalònica però la regió va passar a mans de l'Imperi de Nicea el 1246 abans de ser conquistada pels otomans, que la van ocupar des de mitjan segle xiv fins al 1392, data de la presa del tema de Tessalònica. En aquest moment, el tema es va reduir a l'entorn de Tessalònica. El 1402, la ciutat va tornar a mans de l'Imperi Romà d'Orient i es va convertir en la seu d'un despotat fins que va ser venuda als venecians el 1423 abans de caure finalment en mans dels otomans el 1430.